# Инарка (Комо)
Инарка је насеље у Италији у округу Комо, региону Ломбардија.
Према процени из 2011. у насељу је живело 25 становника. Насеље се налази на надморској висини од 511 м.